# Rajd Asturii 2008
Rezultaty Rajdu Asturii (45. Rallye Principe de Asturias 2008), eliminacji Intercontinental Rally Challenge w 2008 roku, który odbył się w dniach 11–13 września. Była to siódma runda IRC w tamtym roku oraz czwarta asfaltowa, a także siódma w mistrzostwach Hiszpanii. Bazą rajdu było miasto Oviedo. Zwycięzcami rajdu została włoska załoga Giandomenico Basso i Mitia Dotta jadąca Fiatem Abarth Grande Punto S2000. Wyprzedzili oni Francuzów Nicolasa Vouilloza i Nicolasa Klingera oraz Belgów Freddy'ego Loixa i Robina Buysmansa. Obie te załogi jechały Peugeotem 207 S2000.
Rajdu nie ukończyło 21 kierowców. Odpadli z niego między innymi: Hiszpanie Daniel Solà (Fiat Abarth Grande Punto S2000, na 11. oesie), Luís Monzón (Peugeot 207 S2000, na 15. oesie) i Oscar Garré (Peugeot 207 S2000, na 9. oesie), Portugalczyk Bruno Magalhães (Peugeot 207 S2000, wypadek na 4. oesie), Niemiec Aaron Burkart (Citroën C2 S1600, na 8. oesie) i Włoch Alessandro Bettega (Honda Civic Type-R R3, na 3. oesie).

## Klasyfikacja ostateczna
| Miejsce                                 | Zawodnik                 | Pilot                    | Samochód                       | Czas                     | Strata                   | Punkty                   |
| IRC (punktowane pozycje)                | IRC (punktowane pozycje) | IRC (punktowane pozycje) | IRC (punktowane pozycje)       | IRC (punktowane pozycje) | IRC (punktowane pozycje) | IRC (punktowane pozycje) |
| --------------------------------------- | ------------------------ | ------------------------ | ------------------------------ | ------------------------ | ------------------------ | ------------------------ |
| 1.                                      | Giandomenico Basso       | Mitia Dotta              | Fiat Abarth Grande Punto S2000 | 2:34:39.0                |                          | 10                       |
| 2.                                      | Nicolas Vouilloz         | Nicolas Klinger          | Peugeot 207 S2000              | 2:34:51.2                | +12.2                    | 8                        |
| 3.                                      | Freddy Loix              | Robin Buysmans           | Peugeot 207 S2000              | 2:36:33.5                | +1:54.5                  | 6                        |
| 4.                                      | Enrique García Ojeda     | Jordi Barrabes Costa     | Peugeot 207 S2000              | 2:37:13.3                | +2:34.3                  | 5                        |
| 5.                                      | Miguel Fuster            | José Vicente Medina      | Fiat Abarth Grande Punto S2000 | 2:38:44.7                | +4:05.7                  | 4                        |
| 6.                                      | Anton Alén               | Timo Alanne              | Fiat Abarth Grande Punto S2000 | 2:38:55.7                | +4:16.7                  | 3                        |
| 7.                                      | Sergio Vallejo           | Diego Vallejo            | Peugeot 207 S2000              | 2:39:51.1                | +5:12.1                  | 2                        |
| 8.                                      | Alberto Hevia            | Alberto Iglesias         | Mitsubishi Lancer Evo IX       | 2:41:19.6                | +6:40.6                  | 1                        |
| Mistrzostwa Hiszpanii (pierwsza trójka) |                          |                          |                                |                          |                          |                          |
| 1. (4.)                                 | Enrique García Ojeda     | Jordi Barrabes Costa     | Peugeot 207 S2000              | 2:37:13.3                |                          |                          |
| 2. (5.)                                 | Miguel Fuster            | José Vicente Medina      | Fiat Abarth Grande Punto S2000 | 2:38:44.7                | +1:31.4                  |                          |
| 3. (7.)                                 | Sergio Vallejo           | Diego Vallejo            | Peugeot 207 S2000              | 2:39:51.1                | +2:37.8                  |                          |

## Zwycięzcy odcinków specjalnych
| Dzień      | Odcinek | G. rozp. | Nazwa                              | Długość | Zwycięzca                           | Czas    | Lider rajdu                         |
| ---------- | ------- | -------- | ---------------------------------- | ------- | ----------------------------------- | ------- | ----------------------------------- |
| 1 (12 WRZ) | SS1     | 07:15    | Muno - Munco 1                     | 7.85km  | Giandomenico Basso                  | 4:53.5  | Giandomenico Basso                  |
| 1 (12 WRZ) | SS2     | 07:57    | Pajomal - Carbayn - La Rasa 1      | 29.28km | odcinek odwołany                    | -       | Giandomenico Basso                  |
| 1 (12 WRZ) | SS3     | 10:29    | Muno - Munco 2                     | 7.85km  | Giandomenico Basso                  | 4:44.1  | Giandomenico Basso                  |
| 1 (12 WRZ) | SS4     | 11:11    | Pajomal - Carbayn - La Rasa 2      | 29.28km | Nicolas Vouilloz                    | 21:37.8 | Nicolas Vouilloz                    |
| 1 (12 WRZ) | SS5     | 12:07    | Cesa - Valdebarcena 1              | 11.25km | Nicolas Vouilloz                    | 7:08.7  | Nicolas Vouilloz                    |
| 1 (12 WRZ) | SS6     | 15:32    | Cesa - Valdebarcena 2              | 11.25km | Nicolas Vouilloz                    | 7:10.1  | Nicolas Vouilloz                    |
| 1 (12 WRZ) | SS7     | 16:12    | Piedrafita - La Zorea - Anayo 1    | 26.86km | Giandomenico Basso                  | 19:37.9 | Nicolas Vouilloz                    |
| 1 (12 WRZ) | SS8     | 19:28    | Cesa - Valdebarcena 3              | 11.25km | Freddy Loix                         | 7:13.7  | Nicolas Vouilloz                    |
| 1 (12 WRZ) | SS9     | 20:08    | Piedrafita - La Zorea - Anayo 2    | 26.86km | Freddy Loix                         | 19:49.5 | Nicolas Vouilloz Giandomenico Basso |
| 2 (13 WRZ) | SS10    | 09:00    | Argame - Las Mazas 1               | 11.66km | Freddy Loix                         | 7:40.8  | Giandomenico Basso                  |
| 2 (13 WRZ) | SS11    | 09:58    | La Nueva - La Invernal 1           | 20.54km | Giandomenico Basso                  | 14:53.4 | Giandomenico Basso                  |
| 2 (13 WRZ) | SS12    | 10:37    | Blimea - La Casilla - El Corvero 1 | 11.82km | Giandomenico Basso                  | 8:27.5  | Giandomenico Basso                  |
| 2 (13 WRZ) | SS13    | 13:08    | Argame - Las Mazas 2               | 11.66km | Nicolas Vouilloz                    | 7:40.4  | Giandomenico Basso                  |
| 2 (13 WRZ) | SS14    | 14:06    | La Nueva - La Invernal 2           | 20.54km | Nicolas Vouilloz                    | 14:41.8 | Giandomenico Basso                  |
| 2 (13 WRZ) | SS15    | 14:45    | Blimea - La Casilla - El Corvero 2 | 11.82km | Nicolas Vouilloz Giandomenico Basso | 8:20.1  | Giandomenico Basso                  |